# Tor Bunner

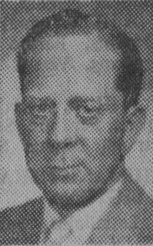
Tor Bunner

Tor Åke Georg Bunner, född 23 april 1914 i Västerås, död 21 augusti 2004 i Stockholm, var en svensk arkitekt.
Bunner, som var son till grosshandlare Fritz Johansson och Anna Danielsson, avlade studentexamen 1934 och utexaminerades från Kungliga Tekniska högskolan 1941. Han blev arkitekt vid marinförvaltningen 1941, på andra projektbyrån vid Byggnadsstyrelsen 1947 och byggnadsråd där från 1961 och från 1971 teknisk direktör. Han var ledamot av centrala sjukvårdsberedningen från 1959 och chefsarkitekt vid fångvårdens byggnadskommitté. Han var expert i ungdomsskoleutredningen och skolbyggnadskommittén, expert i mentalsjukvårdsberedningen och fylleristraffutredningen. I samband med den stora utlokaliseringen av statliga verk var han ansvarade han för lokalutbyggnaden. Han skrev Byggnadsstyrelsen: byggnadsverk och verksamhet (1983). 